# The Agony and the Ecstasy
The Agony and the Ecstasy (bra: Agonia e Êxtase; prt: A Agonia e o Êxtase ou A Agonia e o Êxtase - Miguel Ângelo) é um filme ítalo-estadunidense de 1965, do gênero drama histórico-biográfico, dirigido por Carol Reed, com roteiro de Philip Dunne e do próprio Reed baseado no romance homônimo de Irving Stone.
O enredo busca retratar os conflitos entre o artista Michelangelo e o papa Júlio 2.º durante a realização das pinturas do teto da Capela Sistina (1508-1512). O roteiro do diretor e de Philip Dunne adaptou o romance homônimo de Irving Stone. A trilha sonora foi composta por Alex North e Jerry Goldsmith. A recriação da Capela em estúdio foi, na maior parte, de autoria do pintor irlandês Niccolo d'Ardia Caracciolo.
As filmagens foram nas versões Todd-AO e Cinemascope. A primeira foi usada para a cópia em DVD, por sua qualidade superior.

## Sinopse
Michelangelo Buonarroti (Charlton Heston), célebre escultor de Florença, recebe uma encomenda do papa Júlio 2.º — erigir a tumba dele, cujo projeto prevê a construção de 40 esculturas. O papa e o arquiteto Bramante acabam desistindo desse projeto e Michelangelo recebe uma nova incumbência: pintar o teto da Capela Sistina. Ele, a princípio, não quer o trabalho pois não se acha um pintor mas, temendo contrariar o pontífice, aceita a encomenda e começa a pintar os afrescos representativos dos Doze Apóstolos. Logo o artista fica insatisfeito com o resultado e destrói as pinturas, fugindo em seguida para as Pedreiras de Carrara. O Papa quer enforcá-lo por isso e manda seus guardas persegui-lo. Ao se esconder dos soldados, Michelangelo acaba se inspirando e aceita retomar a pintura, sem antes convencer o Papa a mudar o projeto inicial. O trabalho agora é bem maior e Michelangelo deverá fazê-lo sozinho, a custo de grande fadiga e sofrimento. Enquanto isso o Papa enfrenta várias guerras e, com as demoras e interrupções, considera substituir Michelangelo pelo jovem mestre pintor Rafael.[carece de fontes?]

## Elenco
- Charlton Heston...Michelangelo
- Rex Harrison...papa Júlio 2.º
- Diane Cilento...condessa de Médici
- Harry Andrews...Bramante
- Alberto Lupo...duque de Urbino
- Adolfo Celi...Giovanni de Médici
- Venantino Venantini...Paris de Grassis
- John Stacy... Sangallo
- Fausto Tozzi...homem
- Maxine Audley...mulher
- Tomas Milian – Rafael

## Prêmios e indicações
O filme foi indicado a cinco Óscars:
- Melhor Direção de arte: (John DeCuir, Jack Martin Smith e Dario Simoni)[6][7]
- Melhores figurinos (Vitorio Nino Novarese)[6][7]
- Melhor trilha sonora original (Alex North)[6][7]
- Melhor Som (James Corcoran)[6][7]
- Melhor Fotografia (Leon Shamroy)[6][7]

Foi indicado a dois Globos de Ouro:
- Melhor ator (Rex Harrison)[carece de fontes?]
- Melhor roteiro (Philip Dunne)[carece de fontes?]

Venceu em duas categorias do National Board of Review:
- Melhor ator coadjuvante (Harry Andrews)[carece de fontes?]
- Um dos dez melhores filmes do ano[carece de fontes?]

Venceu dois prêmios David di Donatello para filmes estrangeiro.[carece de fontes?]